# Symetria cząsteczkowa
Symetria cząsteczkowa określana jest przez operacje symetrii przekształcające cząsteczkę w postać równoważną, czyli nierozróżnialną od postaci pierwotnej (postać równoważna może, lecz nie musi, być identyczna z postacią pierwotną). Podczas wykonywania operacji symetrii atomy tego samego rodzaju ulegają zamianie miejscami (permutacja) jeśli nie leżą na danym elemencie symetrii. Wyjątkiem jest operacja identyczności, która pozostawia wszystkie atomy na swoich miejscach (postać identyczna). Symetria cząsteczki wpływa na takie istotne właściwości jak: reaktywność, parametry spektroskopowe, moment dipolowy, aktywność optyczna itd.
W internecie można znaleźć szereg narzędzi dotyczących grup symetrii. Są one przydatne zarówno w celach dydaktycznych, jak i naukowych. Poniższe tytuły należy wkleić w przeglądarkę internetową.
- Symmetry@Otterbein – Symmetry Resources at Otterbein University – oferuje narzędzie pomocne w nauce algorytmu przyporządkowującego cząsteczkę do punktowej grupy symetrii.
- Character tables for chemically important point groups – oferuje spis tabel charakterów punktowych grup symetrii, spis własności grup, narzędzia pozwalające na rozkład reprezentacji grup, narzędzia pomocne przy korzystaniu z programów do obliczeń kwantowo-chemicznych.
- OSU Http Server on the Applied Crystallography Group DEC Alpha Homepage – oferuje tabele grup punktowych i przestrzennych w notacji Hermanna–Mauguina, opisy własności grup, opisy grup odniesione do pomiaru dyfrakcyjnego, rozbudowany artykuł na temat dyfrakcji proszkowej.

## Operacje i elementy symetrii
Jak widać z poniższej tabeli, symetria cząsteczkowa definiowana jest przez cztery rodzaje (nietożsamościowych) elementów – i opartych na nich operacjach – symetrii: osi obrotu, osi przemiennej obrotu, płaszczyzny symetrii oraz środka symetrii.

Cząsteczka formaldehydu i jej elementy symetrii

| element symetrii (symbol)                                                  | operacja symetrii (symbol) | uwagi                                                                                                   |
| -------------------------------------------------------------------------- | --- | --- |
| element tożsamości {\displaystyle E}                                       | {\displaystyle {\hat {E}}} operacja tożsamościowa | wszystkie atomy i wiązania pozostają na swoich miejscach                                                |
| n-krotna oś obrotu {\displaystyle C_{n}}                                   | {\displaystyle {\hat {C}}_{n}} obrót o kąt {\displaystyle 2\pi /n}                                                                                      | N-krotny obrót wokół osi {\displaystyle C_{n}} jest równoważny operacji tożsamościowej.                 |
| płaszczyzna symetrii {\displaystyle \sigma }                               | {\displaystyle {\hat {\sigma }}} odbicie w płaszczyźnie                                                                                                 | poniższe trzy elementy/operacje symetrii są szczególnymi przypadkami symetrii płaszczyznowej            |
| płaszczyzna symetrii (wertykalna) {\displaystyle \sigma _{\mathrm {v} }}   | {\displaystyle {\hat {\sigma }}_{\mathrm {v} }} odbicie w płaszczyźnie zawierającej oś główną                                                           | |
| płaszczyzna symetrii (diagonalna) {\displaystyle \sigma _{\mathrm {d} }}   | {\displaystyle {\hat {\sigma }}_{\mathrm {d} }} odbicie w płaszczyźnie dwusiecznej kąta pomiędzy dwoma osiami dwukrotnymi, prostopadłymi do osi głównej | |
| płaszczyzna symetrii (horyzontalna) {\displaystyle \sigma _{\mathrm {h} }} | {\displaystyle {\hat {\sigma }}_{\mathrm {h} }} odbicie w płaszczyźnie prostopadłej do osi głównej                                                      | |
| n-krotna oś przemienna {\displaystyle S_{n}}                               | {\displaystyle {\hat {S}}_{n}} obrót o kąt {\displaystyle 2\pi /n} i odbicie w płaszczyźnie prostopadłej do osi obrotu                                  | brak osi przemiennej oznacza, że molekuła będzie posiadała izomery optyczne (będzie aktywna optycznie). |
| środek symetrii {\displaystyle i}                                          | {\displaystyle {\hat {i}}} inwersja odwzorowująca każdy punkt {\displaystyle (x,y,z)} w {\displaystyle (-x,-y,-z)}                                      | |

## Symetria w ujęciu teorii grup
Teoria grup dostarcza prostego i efektywnego narzędzia do opisu symetrii cząsteczki. Pozwala ona również na przewidywanie wielu użytecznych właściwości fizycznych i chemicznych cząsteczek wyłącznie na podstawie analizy ich symetrii.
Weźmy niepusty zbiór {\displaystyle G} z działaniem dwuargumentowym {\displaystyle \ast :G\times G\longrightarrow G,} {\displaystyle \forall x,y\in G\;\exists !\;z\in G:x\ast y=z} (czyt. Dla każdego {\displaystyle x} i {\displaystyle y} należących do {\displaystyle G,} istnieje dokładnie jeden {\displaystyle z} należący do {\displaystyle G,} że {\displaystyle x\ast y=z}).
W naszym przypadku elementami zbioru {\displaystyle G} są elementy symetrii, a działaniem dwuargumentowym jest złożenie elementów symetrii.
System algebraiczny {\displaystyle (G,\ast )} nazywamy grupą, jeżeli są spełnione następujące własności:
- Działanie {\displaystyle \ast } jest jednoznaczne (co wynika z jego definicji). Złożenie dwóch elementów symetrii jest pewnym dobrze określonym elementem (np. obrót cząsteczki H2O o 180° i odbicie lustrzane w płaszczyźnie prostopadłej do płaszczyzny cząsteczki dają operację identyczności i tylko ją).
- Działanie {\displaystyle \ast } jest zamknięte ze względu na zbiór {\displaystyle G} (co wynika z jego definicji). Złożenie dwóch elementów symetrii danej grupy symetrii jest elementem symetrii tej samej grupy. (np. obrót cząsteczki H2O o 180° i odbicie lustrzane w płaszczyźnie prostopadłej do płaszczyzny cząsteczki dają operację identyczności, która również należy do grupy symetrii cząsteczki wody).

- Działanie {\displaystyle \ast } jest łączne, czyli: {\displaystyle \forall x,y,z\in G\;(x\ast y)\ast z=x\ast (y\ast z)}
- Istnieje dokładnie jeden element {\displaystyle e} należący do grupy, który komutuje i nie zmienia żadnego elementu danej grupy: {\displaystyle \forall x\in G\;\exists !\;e\in G:x\ast e=e\ast x=x.} Jest to element jednostkowy działania {\displaystyle \ast .} W przypadku grup symetrii elementem jednostkowym złożenia elementów symetrii jest element tożsamościowy.
- Każdy element grupy posiada dokładnie jeden element odwrotny (zdefiniowany przez element jednostkowy), który również należy do grupy: {\displaystyle \forall x\in G\;\exists !\;x^{-1}\in G:x\ast x^{-1}=x^{-1}\ast x=e.} Np. w grupie symetrii cząsteczki wody każdy element symetrii jest jednocześnie swoim elementem odwrotnym.
- Jeżeli działanie {\displaystyle \ast } jest przemienne: {\displaystyle \forall x,y\in G\;x\ast y=y\ast x,} to grupę nazywamy abelową.

Liczba operacji tworzących daną grupę nazywa się rzędem grupy {\displaystyle h.} W większości wypadków grupy symetrii punktowych są nieprzemienne (nieabelowe), czyli kolejność wykonywania operacji symetrii jest istotna {\displaystyle x\ast y\neq y\ast x.} Wyjątkiem są np. grupy cykliczne.
Zbiór liczb całkowitych z działaniem dodawania, rozumianym jako zwykłe dodawanie w arytmetyce, jest grupą abelową. Zbiór kwadratowych, nieosobliwych macierzy rzeczywistych stopnia {\displaystyle n} z działaniem mnożenia, rozumianym jako mnożenie macierzy, jest grupą nieabelową.

### Punktowe grupy symetrii
Jedną z zalet formalizmu teorii grup w opisie symetrii cząsteczkowej jest to, że wszystkie możliwe struktury cząsteczek można łatwo zaklasyfikować do jednej ze względnie małej liczby teoretycznie dopuszczalnych grup symetrii. Grupy symetrii mają charakter punktowy, gdyż wszystkie elementy symetrii danej grupy przecinają się w jednym punkcie, który pozostaje niezmieniony bez względu na wykonywane operacje symetrii.
Poniższy schemat umożliwia jednoznaczne zaklasyfikowanie (w notacji Schoenfliesa) struktury cząsteczki do jednej z grup symetrii (dla wybranych grup w nawiasach klamrowych podano elementy danej grupy symetrii, a obok przykład cząsteczek):
1. Sprawdź czy cząsteczka należy do jednej z grup specjalnych:
  1. cząsteczki linowe:
    - {\displaystyle \mathrm {C} _{\infty \mathrm {v} }} {\displaystyle \{E,\;2\,C_{\infty },\;\infty \,\sigma _{\mathrm {v} }\}} CO, HCl, HCN, C
2HF
    - {\displaystyle \mathrm {D} _{\infty \mathrm {h} }} {\displaystyle \{E,\;2\,C_{\infty },\;\infty \,\sigma _{\mathrm {v} },\;i,\;2\,S_{\infty },\;\infty \,C'_{2}\}} CO
2, O
2, C
2H
2

  2. symetrie wielościanów foremnych (obecna więcej niż jedna oś obrotu wyższego rzędu {\displaystyle C_{n}\;{\mbox{dla}}\;n>2}):
    - grupa tetraedryczna {\displaystyle \mathrm {T} _{\mathrm {d} }} {\displaystyle \{E,\;8\,C_{3},\;3\,C_{2},\;6\,S_{4},\;6\,\sigma _{\mathrm {d} }\}} CH
4, P
4, P
4O
10, urotropina
    - grupa {\displaystyle \mathrm {T} _{\mathrm {h} }} nie zawiera osi 3-krotnych leżących w płaszczyźnie symetrii
    - grupa {\displaystyle \mathrm {T} } nie zawiera płaszczyzn symetrii
    - grupa oktaedryczna {\displaystyle \mathrm {O} _{\mathrm {h} }} {\displaystyle \{E,\;8\,C_{3},\;6\,C_{4},\;3\,C_{2},\;i,\;8\,S_{6},\;6\,S_{4},\;3\,\sigma _{\mathrm {h} },\;6\,\sigma _{\mathrm {d} }\}} SF
6, kuban
    - grupa {\displaystyle \mathrm {O} } nie zwiera płaszczyzn symetrii
    - grupa ikosaedryczna {\displaystyle \mathrm {I} _{\mathrm {h} }} {\displaystyle \{E,\;15\,C_{5},\;12\,(C_{5})^{2},\;20\,C_{3},\;15\,C_{2},\;i,\;12\,S_{10},\;12\,(S_{10})^{3},\;20\,S_{6},\;15\,\sigma \}} C
20, C
60
    - grupa {\displaystyle \mathrm {I} } nie zawiera płaszczyzn symetrii

jeśli nie należy do grup specjalnych to:
1. Czy brak osi obrotu {\displaystyle C_{n}}? Jeśli takiej osi nie ma to cząsteczka będzie należeć do grupy:
  - {\displaystyle \mathrm {C} _{1}} {\displaystyle \{E\}} CHClBrI
  - {\displaystyle \mathrm {C} _{\mathrm {s} }} {\displaystyle \{E,\;\sigma _{\mathrm {h} }\}} 
  - {\displaystyle \mathrm {C} _{\mathrm {i} }} {\displaystyle \{E,\;i\}} FClHC−
CHClF

jeśli żadna z powyższych sytuacji to:
1. Czy posiada wyłącznie przemienną oś obrotu o parzystej krotności {\displaystyle S_{2n}\;{\mbox{dla}}\;n>1}? Jeśli tak, to cząsteczka należy do grupy {\displaystyle \mathrm {S} _{\mathrm {n} }} np. {\displaystyle \mathrm {S} _{4}} {\displaystyle \{E,\;S_{4},\;C_{2},\;(S_{4})^{3}\}} C(C
6H
5)
4, C(CH
2Cl)
4

jeśli żadna z powyższych sytuacji to cząsteczka powinna posiadać oś {\displaystyle C_{n}} (nie wynikającą z obecności osi {\displaystyle S_{2n}}) i wtedy:
1. jeśli cząsteczka nie posiada osi {\displaystyle C_{2}} prostopadłych do osi głównej {\displaystyle C_{n}} to:
  - gdy obecna {\displaystyle \sigma _{\mathrm {h} }} to cząsteczka należy do jednej z grup {\displaystyle \mathrm {C} _{\mathrm {nh} }} np. {\displaystyle \mathrm {C} _{\mathrm {2h} }} {\displaystyle \{E,\;C_{2},\;i,\;\sigma _{\mathrm {h} }\}} 
  - gdy obecne {\displaystyle n\;\sigma _{\mathrm {v} }} to cząsteczka należy do grupy {\displaystyle \mathrm {C} _{\mathrm {nv} }} np. {\displaystyle \mathrm {C} _{\mathrm {2v} }} {\displaystyle \{E,\;C_{2},\;2\,\sigma _{\mathrm {v} }\}} H
2O, HCOH, C
3H
8, C
6H
12 (wzór dla propanu dotyczy konformacji o najniższej energii, wzór dla cykloheksanu dotyczy konformacji łódkowej)
  - gdy brak płaszczyzn symetrii to cząsteczka należy do grupy {\displaystyle \mathrm {C} _{\mathrm {n} }} np. {\displaystyle \mathrm {C} _{\mathrm {2} }} {\displaystyle \{E,\;C_{2}\}} H
2O
2, C(CHCl)
2
2. jeśli cząsteczka posiada {\displaystyle n} osi obrotu {\displaystyle C_{2}} prostopadłych do osi głównej {\displaystyle C_{n}} to:
  - gdy obecna {\displaystyle \sigma _{\mathrm {h} }} to cząsteczka należy do jednej z grup {\displaystyle \mathrm {D} _{\mathrm {nh} }} np. {\displaystyle \mathrm {D} _{\mathrm {2h} }} {\displaystyle \{E,\;3\,C_{2},\;i,\;3\,\sigma \}} C
2H
4, B
2H
6, naftalen, antracen, piren
  - gdy obecne {\displaystyle n\;\sigma _{\mathrm {d} }} to cząsteczka należy do grupy {\displaystyle \mathrm {D} _{\mathrm {nd} }} np. {\displaystyle \mathrm {D} _{\mathrm {3d} }} {\displaystyle \{E,\;2\,C_{3},\;3\,C_{2},\;i,\;2\,S_{6},\;3\,\sigma _{\mathrm {d} }\}} C
6(CH
3)
6, C
2H
6, C
6H
12 (wzór dla etanu dotyczy konformacji naprzemianległej, wzór dla cykloheksanu dotyczy konformacji krzesełkowej)
  - gdy brak płaszczyzn symetrii to cząsteczka należy do grupy {\displaystyle \mathrm {D} _{\mathrm {n} }} np. {\displaystyle \mathrm {D} _{\mathrm {3} }} {\displaystyle \{E,\;2\,C_{3},\;3\,C_{2},\}} C
2H
6, [Co(en)
3]Cl
3 (wzór dla etanu dotyczy konformacji naprzeciwległej, en oznacza etylenodiaminę)

Uwagę należy zwrócić na możliwość występowania izomerii. Różne izomery mogą posiadać różne symetrie (należeć do różnych grup symetrii) – np. rotamery etanu.

### Reprezentacje grup
Wygodną metodą formalnego przedstawienia grupy jest wykorzystanie zapisu macierzowego. Reprezentacja grupy to zbiór macierzy opisujących operacje symetrii danej grupy. Złożenie dwóch operacji symetrii opisane jest mnożeniem macierzy tych operacji. Przykładowo: grupa {\displaystyle \mathrm {C} _{\mathrm {2h} }} zawiera następujące elementy symetrii: {\displaystyle E,\;C_{2},\;i,\;\sigma _{\mathrm {h} }.} Tabela mnożenia tej grupy wygląda następująco:
| {\displaystyle \mathrm {C} _{\mathrm {2h} }} | {\displaystyle E}                      | {\displaystyle C_{2}}                  | {\displaystyle i}                      | {\displaystyle \sigma _{\mathrm {h} }} |
| {\displaystyle E}                            | {\displaystyle E}                      | {\displaystyle C_{2}}                  | {\displaystyle i}                      | {\displaystyle \sigma _{\mathrm {h} }} |
| {\displaystyle C_{2}}                        | {\displaystyle C_{2}}                  | {\displaystyle E}                      | {\displaystyle \sigma _{\mathrm {h} }} | {\displaystyle i}                      |
| {\displaystyle i}                            | {\displaystyle i}                      | {\displaystyle \sigma _{\mathrm {h} }} | {\displaystyle E}                      | {\displaystyle C_{2}}                  |
| {\displaystyle \sigma _{\mathrm {h} }}       | {\displaystyle \sigma _{\mathrm {h} }} | {\displaystyle i}                      | {\displaystyle C_{2}}                  | {\displaystyle E}                      |

Na przykład złożenie obrotu {\displaystyle {\hat {C}}_{2}} oraz operacji inwersji {\displaystyle {\hat {i}}} daje symetrie płaszczyznowa {\displaystyle {\hat {\sigma }}_{\mathrm {h} }{:}}
{\displaystyle \underbrace {\begin{pmatrix}-1&0&0\\0&-1&0\\0&0&1\end{pmatrix}} _{C_{2}}\cdot \underbrace {\begin{pmatrix}-1&0&0\\0&-1&0\\0&0&-1\end{pmatrix}} _{i}=\underbrace {\begin{pmatrix}1&0&0\\0&1&0\\0&0&-1\end{pmatrix}} _{\sigma _{\mathrm {h} }}}
Ważną właściwością macierzy reprezentujących operacje symetrii jest to, iż ich ślad (suma elementów leżących na przekątnej) pozostaje niezmienny podczas wykonywania przekształceń unitarnych i podobieństwa.

#### Reprezentacje nieprzywiedlne
Istnieje wiele możliwych reprezentacji danej grupy symetrii. Zbiór macierzy operacji symetrii o najniższych możliwych stopniach jest zbiorem reprezentacji nieprzywiedlnych danej grupy i jednoznacznie ją charakteryzuje. Znajomość macierzy operacji dla danej reprezentacji nie jest koniecznością. W praktyce wystarczy znać ślady tych macierzy, które w teorii reprezentacji są nazywane charakterami. Charaktery i inne informacje o danej grupie symetrii są zebrane w postaci tabel charakterów. Formalizm ten pozwala na bardziej intuicyjne podzielenie elementów symetrii na klasy. Np. Dwie operacja obrotu wokół różnych osi {\displaystyle C_{3}} są ze sobą powiązane obrotem układu współrzędnych. Obu operacjom przyporządkowane są inne macierze, ale ponieważ ślad macierzy jest niezmiennikiem, to charaktery obu macierzy powinny być takie same. W poniższej tabeli widzimy dwuelementową klasę obrotów wokół osi {\displaystyle C_{3}.} Tabele wykorzystywane w chemii podsumowują istotne właściwości fizyko-chemiczne wynikające z symetrii danej cząsteczki. Informacje zawarte w tabeli charakterów ilustruje poniższy przykład grupy {\displaystyle \mathrm {D} _{\mathrm {3d} }.}
| {\displaystyle \mathrm {A} _{\mathrm {1g} }} | {\displaystyle 1}             | {\displaystyle 1}             | {\displaystyle 1}             | {\displaystyle 1}             | {\displaystyle 1}             | {\displaystyle 1}             |                                | {\displaystyle x^{2}+y^{2},z^{2}}       |
| {\displaystyle \mathrm {A} _{\mathrm {2g} }} | {\displaystyle 1}             | {\displaystyle 1}             | {\displaystyle -1}            | {\displaystyle 1}             | {\displaystyle 1}             | {\displaystyle -1}            | {\displaystyle R_{z}}          |                                         |
| {\displaystyle \mathrm {E} _{\mathrm {g} }}  | {\displaystyle 2}             | {\displaystyle -1}            | {\displaystyle 0}             | {\displaystyle 2}             | {\displaystyle -1}            | {\displaystyle 0}             | {\displaystyle (R_{x},R_{y})}  | {\displaystyle (x^{2}-y^{2},xy)(xz,yz)} |
| {\displaystyle \mathrm {A} _{\mathrm {1g} }} | {\displaystyle 1}             | {\displaystyle 1}             | {\displaystyle 1}             | {\displaystyle -1}            | {\displaystyle -1}            | {\displaystyle -1}            |                                |                                         |
| {\displaystyle \mathrm {A} _{\mathrm {2u} }} | {\displaystyle 1}             | {\displaystyle 1}             | {\displaystyle -1}            | {\displaystyle -1}            | {\displaystyle -1}            | {\displaystyle 1}             | {\displaystyle z}              |                                         |
| {\displaystyle \mathrm {E} _{\mathrm {u} }}  | {\displaystyle 2}             | {\displaystyle -1}            | {\displaystyle 0}             | {\displaystyle -2}            | {\displaystyle 1}             | {\displaystyle 0}             | {\displaystyle (x,y)}          |                                         |
| {\displaystyle \mathrm {I} }                 | {\displaystyle \mathrm {II} } | {\displaystyle \mathrm {II} } | {\displaystyle \mathrm {II} } | {\displaystyle \mathrm {II} } | {\displaystyle \mathrm {II} } | {\displaystyle \mathrm {II} } | {\displaystyle \mathrm {III} } | {\displaystyle \mathrm {IV} }           |

I – Symbole reprezentacji nieprzywiedlnych grupy w notacji Mullikena. Reprezentacje jednowymiarowe – {\displaystyle \mathrm {A} } (symetryczne względem obrotu wokół osi głównej), {\displaystyle \mathrm {B} } (antysymetryczne względem obrotu wokół osi głównej), dwuwymiarowe – {\displaystyle \mathrm {E} ,} trójwymiarowe – {\displaystyle \mathrm {T} .} Indeksy oznaczają reprezentacje: {\displaystyle 1/2} – symetryczne/antysymetryczne względem obrotu wokół osi {\displaystyle C_{2}} prostopadłej do osi głównej (lub płaszczyzny symetrii {\displaystyle \sigma _{\mathrm {v} }}); prim/bis – symetryczne/antysymetryczne względem {\displaystyle \sigma _{\mathrm {h} };} {\displaystyle \mathrm {g} /\mathrm {u} } – symetryczne/antysymetryczne względem środka symetrii.
II – Charaktery reprezentacji nieprzywiedlnych grupy symetrii. Każda kolumna reprezentuje jedną z klas symetrii (np. C3). Rząd (współczynnik liczbowy) danej klasy oznacza liczbę sprzężonych (skoniugowanych) operacji symetrii – np. dwa obroty wokół różnych osi C3 (sprzężone operacje symetrii posiadają takie same ślady). Suma rzędów klas symetrii, równa całkowitej ilości operacji symetrii w danej grupie, nazywana jest rzędem grupy. W przypadku grupy {\displaystyle \mathrm {D} _{\mathrm {3d} }} rząd równy jest 12.
III – Ta sekcja zawiera informacje o tym jak współrzędne kartezjańskie {\displaystyle (x,y,z)} oraz obroty wokół osi kartezjańskiego układu odniesienia {\displaystyle (R_{x},R_{y},R_{z})} są transformowane (do jakich reprezentacji nieprzywiedlnych należą) w danej grupie symetrii.
IV – Ta sekcja zawiera informacje o tym jak kwadraty współrzędnych {\displaystyle (x^{2},y^{2},z^{2})} oraz iloczyny mieszane współrzędnych {\displaystyle (xy,xz,yz,x^{2}\pm y^{2},x^{2}+y^{2}+z^{2})} są transformowane (do jakich reprezentacji nieprzywiedlnych należą) w danej grupie symetrii.

### Iloczyn prosty reprezentacji
Iloczyn prosty odgrywa dużą rolę w zastosowaniach teorii grup w chemii (zob. Chemia kwantowa). Praktyczne wyznaczanie iloczynu prostego dwóch reprezentacji jest niezwykle proste – charaktery reprezentacji iloczynu prostego są iloczynami charakterów mnożonych reprezentacji, co ilustruje poniższe równanie:
{\displaystyle \chi _{l}(\Gamma _{1}\otimes \Gamma _{2})=\chi _{l}(\Gamma _{1})\chi _{l}(\Gamma _{2})}
{\displaystyle \chi _{l}(\Gamma )} – charakter klasy {\displaystyle l} w reprezentacji {\displaystyle \Gamma }
Przykład pokazany w poniższej sekcji (Redukowanie reprezentacji przywiedlnych) ilustruje otrzymywanie iloczynów prostych dla niektórych kombinacji reprezentacji nieprzywiedlnych grupy {\displaystyle \mathrm {C} _{\mathrm {4v} }.}

### Redukowanie reprezentacji przywiedlnych
Redukcja reprezentacji przywiedlnej do nieprzywiedlnej matematycznie odpowiada rozłożeniu wektora (reprezentacja przywiedlna) na kombinację liniową wektorów bazy (reprezentacji nieprzywiedlnych danej grupy). Korzysta się tu z wielkiego twierdzenia o ortogonalności, a ściślej: z twierdzenia o ortogonalności charakterów (zwanego też „małym twierdzeniem o ortogonalności”). Procedura redukcji polega na:
- przemnożeniu śladów reprezentacji przywiedlnej przez ślady danej reprezentacji nieprzywiedlnej grupy symetrii (dla odpowiednich klas symetrii),
- przemnożeniu uzyskanego wyniku przez odpowiednie rzędy klas,
- podzielenie sumy uzyskanych wyników przez rząd grupy,
- powtórzeniu powyższych 3 punktów dla każdej reprezentacji nieprzywiedlnej danej grupy symetrii.

Zgodnie z powyższymi regułami reprezentację przywiedlną możemy przedstawić jako kombinację liniową reprezentacji nieprzywiedlnych:
{\displaystyle \Gamma _{\mathrm {r} }=\sum a(\Gamma _{\mathrm {nr} })\Gamma _{\mathrm {nr} }}
{\displaystyle \Gamma _{\mathrm {r} }} – reprezentacja przywiedlna (redukowalna)
{\displaystyle \Gamma _{\mathrm {nr} }} – reprezentacja nieprzywiedlna (nieredukowalna)
{\displaystyle a(\Gamma _{\mathrm {nr} })} – współczynnik w kombinacji liniowej, które wyrażają się wzorem:
{\displaystyle a(\Gamma _{\mathrm {nr} })={\frac {1}{h}}\sum _{l}\chi _{l}(\Gamma _{\mathrm {r} })\chi _{l}(\Gamma _{\mathrm {nr} })h_{l}}
{\displaystyle h} – rząd grupy
{\displaystyle h_{l}} – rząd klasy {\displaystyle l}
Dla przykładu, rozważmy redukcję kilku wybranych iloczynów prostych reprezentacji nieredukowalnych grupy symetrii {\displaystyle \mathrm {C} _{\mathrm {4v} }{:}}
| {\displaystyle \mathrm {C} _{\mathrm {4v} }}                                       | {\displaystyle E}                 | {\displaystyle C_{2}}                 | {\displaystyle 2\,C_{4}}             | {\displaystyle 2\,\sigma _{\mathrm {v} }} | {\displaystyle 2\,\sigma _{\mathrm {d} }} |                                                                                     | przykładowa redukcja reprezentacji E²                                                                              |
| ---------------------------------------------------------------------------------- | --------------------------------- | ------------------------------------- | ------------------------------------ | ----------------------------------------- | ----------------------------------------- | ----------------------------------------------------------------------------------- | --- |
| {\displaystyle \mathrm {A} _{\mathrm {1} }}                                        | {\displaystyle 1}                 | {\displaystyle 1}                     | {\displaystyle 1}                    | {\displaystyle 1}                         | {\displaystyle 1}                         |                                                                                     | {\displaystyle 1/8\cdot [4\cdot 1\cdot 1+4\cdot 1\cdot 1+0\cdot 1\cdot 2+0\cdot 1\cdot 2+0\cdot 1\cdot 2]=1}       |
| {\displaystyle \mathrm {A} _{\mathrm {2} }}                                        | {\displaystyle 1}                 | {\displaystyle 1}                     | {\displaystyle 1}                    | {\displaystyle -1}                        | {\displaystyle -1}                        |                                                                                     | {\displaystyle 1/8\cdot [4\cdot 1\cdot 1+4\cdot 1\cdot 1+0\cdot 1\cdot 2+0\cdot (-1)\cdot 2+0\cdot (-1)\cdot 2]=1} |
| {\displaystyle \mathrm {B} _{\mathrm {1} }}                                        | {\displaystyle 1}                 | {\displaystyle 1}                     | {\displaystyle -1}                   | {\displaystyle 1}                         | {\displaystyle -1}                        |                                                                                     | {\displaystyle 1/8\cdot [4\cdot 1\cdot 1+4\cdot 1\cdot 1+0\cdot (-1)\cdot 2+0\cdot 1\cdot 2+0\cdot (-1)\cdot 2]=1} |
| {\displaystyle \mathrm {B} _{\mathrm {2} }}                                        | {\displaystyle 1}                 | {\displaystyle 1}                     | {\displaystyle -1}                   | {\displaystyle -1}                        | {\displaystyle 1}                         |                                                                                     | {\displaystyle 1/8\cdot [4\cdot 1\cdot 1+4\cdot 1\cdot 1+0\cdot (-1)\cdot 2+0\cdot (-1)\cdot 2+0\cdot 1\cdot 2]=1} |
| {\displaystyle \mathrm {E} }                                                       | {\displaystyle 2}                 | {\displaystyle -2}                    | {\displaystyle 0}                    | {\displaystyle 0}                         | {\displaystyle 0}                         |                                                                                     | {\displaystyle 1/8\cdot [4\cdot 2\cdot 1+4\cdot (-2)\cdot 1+0\cdot 0\cdot 2+0\cdot 0\cdot 2+0\cdot 0\cdot 2]=0}    |
| wybrane iloczyny proste                                                            | wybrane iloczyny proste           | wybrane iloczyny proste               | wybrane iloczyny proste              | wybrane iloczyny proste                   | wybrane iloczyny proste                   | reprezentacje nieprzywiedlne po redukcji                                            | |
| {\displaystyle \mathrm {A} _{\mathrm {1} }\mathrm {A} _{\mathrm {2} }}             | {\displaystyle 1\cdot 1=1}        | {\displaystyle 1\cdot 1=1}            | {\displaystyle 1\cdot 1=1}           | {\displaystyle 1\cdot (-1)=-1}            | {\displaystyle 1\cdot (-1)=-1}            | {\displaystyle \mathrm {A} _{\mathrm {2} }}                                         | |
| {\displaystyle \mathrm {A} _{\mathrm {1} }\mathrm {B} _{\mathrm {2} }\mathrm {E} } | {\displaystyle 1\cdot 1\cdot 2=2} | {\displaystyle 1\cdot 1\cdot (-2)=-2} | {\displaystyle 1\cdot (-1)\cdot 0=0} | {\displaystyle 1\cdot (-1)\cdot 0=0}      | {\displaystyle 1\cdot 1\cdot 0=0}         | {\displaystyle \mathrm {E} }                                                        | |
| {\displaystyle \mathrm {E} ^{2}}                                                   | {\displaystyle 2\cdot 2=4}        | {\displaystyle -2\cdot (-2)=4}        | {\displaystyle 0\cdot 0=0}           | {\displaystyle 0\cdot 0=0}                | {\displaystyle 0\cdot 0=0}                | {\displaystyle \mathrm {A} _{1}+\mathrm {A} _{2}+\mathrm {B} _{1}+\mathrm {B} _{2}} | |

## Zastosowania

### Chemia kwantowa
Formalizm chemii kwantowej wykorzystuje równania rachunku operatorowego do znajdowania wartości oczekiwanych {\displaystyle \langle {\hat {A}}\rangle } rozmaitych obserwabli {\displaystyle {\hat {A}}.} Wartość oczekiwana obserwabli opisana jest wzorem: {\displaystyle \langle {\hat {A}}\rangle _{\psi }=\int \limits _{-\infty }^{\infty }\psi ^{*}{\hat {A}}\psi \mathrm {d} \tau ,} gdzie {\displaystyle \psi } jest funkcją falową układu, a całkowanie przebiega po jego wszystkich wartościach zmiennych.
Użyteczność teorii grup w rozważaniach kwantowo-chemicznych bierze się z łatwości, z którą metoda ta pozwala odrzucić będące równe zeru rozwiązania powyższego równania bez wykonywania żmudnych obliczeń, wyłącznie na podstawie analizy symetrii cząsteczki.
Przykładowo, jeśli weźmiemy operator energii – hamiltonian {\displaystyle {\hat {H}}} – to wartość energii oddziaływania dwóch stanów opisanych funkcjami falowymi {\displaystyle \psi _{i},} {\displaystyle \psi _{j}} jest dana wzorem: {\displaystyle E_{\mathrm {eff} }=\int \limits _{-\infty }^{\infty }\psi _{i}^{*}{\hat {H}}\psi _{j}\mathrm {d} \tau .} Energia ta będzie niezerowa tylko wtedy gdy reprezentacja nieprzywiedlna iloczynu prostego: reprezentacji {\displaystyle \psi _{i},} reprezentacji {\displaystyle {\hat {H}}} i reprezentacji {\displaystyle \psi _{j}} zawiera całkowicie symetryczną reprezentację nieprzywiedlną {\displaystyle \mathrm {A} _{\mathrm {1} }} lub {\displaystyle \mathrm {A} _{\mathrm {1g} }.} Ponieważ hamiltonian musi być całkowicie symetryczny (energia nie może być zależna od operacji symetrii cząsteczki), twierdzenie to sprowadza się do niezwykle ważnego praktycznie stwierdzenia: energia oddziaływania dwóch stanów może być niezerowa tylko wtedy, gdy reprezentacje {\displaystyle \psi _{i}} i {\displaystyle \psi _{j}} należą do tej samej reprezentacji nieredukowalnej grupy symetrii danej cząsteczki.
W wielu programach do obliczeń kwantowo-chemicznych (np. GAUSSIAN) teoria grup jest wykorzystywana w algorytmach obliczeniowych lub w celu przyspieszenia obliczeń.

#### Symmetry Adapted Linear Combinations
Symmetry Adapted Linear Combinations (SALC) jest metodą wykorzystującą operator projekcji do generowania kombinacji liniowych np. orbitali atomowych czy współrzędnych atomów, tak aby uzyskane funkcje spełniały warunki symetrii cząsteczki (ich symetrie należały do reprezentacji nieprzywiedlnych odpowiedniej grupy symetrii). W ten sposób konstruować można w prosty sposób takie użyteczne obiekty jak np. orbitale zhybrydyzowane, orbitale molekularne (LCAO MO) czy dokonywać analizy drgań cząsteczkowych. Jednym z bardzo prostych i ilustratywnych przykładów wykorzystania techniki SALC jest konstrukcja orbitali molekularnych dla aromatycznych układów π-elektronowych metodą Hückla.

#### Stereochemia reakcji pericyklicznych
Ta ważna klasa reakcji chemicznych (np. cyklizacja olefin, reakcja Dielsa-Aldera) posiada, oparte na symetrii orbitali, „reguły wyboru” (reguły Woodwarda-Hoffmanna) pozwalające na przewidywanie stereochemii reakcji (dozwolone/niedozwolone sterycznie).

#### Teoria pola ligandów
Analiza symetrii w kontekście teorii grup stanowi istotny element teorii pola ligandów, dostarczającej opisu wiązań chemicznych i właściwości związków kompleksowych.

### Spektroskopia

#### Widmo elektronowe
Aby dowiedzieć się czy przejście elektronowe pomiędzy stanem {\displaystyle \psi _{i}} i {\displaystyle \psi _{j}} jest możliwe, należy rozpatrzeć całkę momentu przejścia {\displaystyle \int \limits _{-\infty }^{\infty }\psi _{i}^{*}{\hat {P}}\psi _{j}\mathrm {d} \tau ,} do kwadratu której proporcjonalna jest intensywność przejścia. {\displaystyle {\hat {P}}} oznacza operator momentu przejścia, którym najczęściej jest operator elektrycznego momentu dipolowego. Składowe elektrycznego momentu dipolowego transformują się tak jak współrzędne kartezjańskie {\displaystyle x,y,z.} Całka będzie różna od zera, jeżeli reprezentacja funkcji podcałkowej zawiera w rozkładzie reprezentacji pełnosymetrycznej {\displaystyle \mathrm {A} _{\mathrm {1} }} lub {\displaystyle \mathrm {A} _{\mathrm {1g} }.} Inaczej: przejście będzie dozwolone, jeżeli reprezentacja iloczynu prostego stanu początkowego i końcowego będzie równa przynajmniej jednej z reprezentacja współrzędnych {\displaystyle x,y,z.} Stan podstawowy układu zamknięto powłokowego jest pełnosymetryczny.
W kompleksach metali przejściowych ligandy, które generują pole elektryczne o symetrii oktaedrycznej, powodują rozszczepienie orbitali {\displaystyle \mathrm {d} } na dwa poziomy {\displaystyle \mathrm {e} _{\mathrm {g} }} i {\displaystyle \mathrm {t} _{\mathrm {2g} }.} Jeżeli rozważymy przejście typu d-d, to będzie ono zabronione zgodnie z regułą Laporte’a. W praktyce przejście zachodzi dzięki sprzężeniu wibronowemu, ale charakteryzuje się niską intensywnością.

#### Widmo oscylacyjne
Atomy budujące cząsteczkę chemiczną wykonują złożone drgania będące sumą tzw. drgań normalnych. Każde z drgań normalnych posiada charakterystyczną częstotliwość, przy której obserwowane mogą być pasma w widmach absorpcji w podczerwieni (IR) i/lub w widmach rozproszenia Ramana. Ponieważ spektroskopie te opierają się na różnych zasadach fizycznych (absorpcja kwantu energii elektromagnetycznej w podczerwieni lub rozproszenie (nieelastyczne) kwantu energii elektromagnetycznej), posiadają one różne reguły wyboru. Praktycznie oznacza to, iż w zależności od symetrii molekuły pewne drgania będą widoczne w widmach absorpcji w podczerwieni a inne drgania będą widoczne w widmach rozproszenia Ramana. Absorpcja w podczerwieni możliwa jest gdy dane drganie normalne zmienia moment dipolowy cząsteczki. Składowe wektora momentu dipolowego {\displaystyle \mu _{x},\mu _{y},\mu _{z}} transformują tak jak współrzędne kartezjańskie {\displaystyle x,y,z.} Informacja do których reprezentacji nieprzywiedlnych te współrzędne należą znajduje się w sekcji III tabel charakterów (zob. Reprezentacje nieprzywiedlne). Aby stwierdzić czy dane drganie normalne będzie obserwowalne (aktywne) w widmach podczerwonych wystarczy sprawdzić, czy należy ono do tej samej reprezentacji nieprzywiedlnej do której należy przynajmniej jedna ze współrzędnych kartezjańskich. Z kolei rozproszenie Ramana zachodzi gdy dane drganie zmienia polaryzowalność cząsteczki. Składowe tensora polaryzowalności wymienione są w sekcji IV tabel charakterów. Drganie normalne będzie ramanowsko aktywne gdy należy do reprezentacji do której należy również chociaż jeden element tensora polaryzowalności.
Weźmy dla przykładu cząsteczkę wody {\displaystyle \mathrm {C} _{\mathrm {2v} }.} Ta trójatomowa cząsteczka ma trzy drgania normalne. Liczba drgań normalnych molekuły nieliniowej jest równa {\displaystyle 3N-6,} gdzie {\displaystyle N} – liczba atomów. Aby określić symetrię drgań normalnych należy:
- wyznaczyć reprezentację przywiedlną drgań (dla każdej operacji symetrii danej grupy ustalić które atomy nie ulegają przemieszczeniu podczas wykonywania danej operacji i dla tych atomów ustalić czy współrzędne kartezjańskie atomu przekształcane są na same siebie (+1) czy na swoje lustrzane odbicie (-1)); dla wody reprezentacja ta ma postać: {\displaystyle E:9,\;C_{2}:-1,\;\sigma _{\mathrm {v} }(xz):3,\;\sigma _{\mathrm {v} }(yz):1,}
- zredukować reprezentację (zob. Redukowanie reprezentacji przywiedlnych); dla wody reprezentacja nieprzywiedlna ma postać: {\displaystyle 3\,\mathrm {A} _{1}+\mathrm {A} _{2}+3\,\mathrm {B} _{1}+2\,\mathrm {B} _{2},}
- usunąć reprezentacje translacji (transformujące jak współrzędne kartezjańskie {\displaystyle x,y,z} – sekcja III tabeli grupy) i rotacji cząsteczki (transformujące jak obroty {\displaystyle R_{x},R_{y},R_{z}} – sekcja III tabeli grupy); dla wody są to: {\displaystyle \mathrm {A} _{1}\,(z),\;\mathrm {A} _{2}\,(R_{z}),\;2\,\mathrm {B} _{1}\,(x,R_{y}),\;2\,\mathrm {B} _{2}\,(y,R_{x}).}

W rezultacie otrzymujemy trzy rzeczywiste drgania normalne wody: {\displaystyle 2\,\mathrm {A} _{1}} (symetryczne rozciąganie i zginanie) oraz {\displaystyle \mathrm {B} _{1}} (asymetryczne rozciąganie). Wszystkie trzy drgania normalne wody będą dawały pasma w widmach absorpcji w podczerwieni i widmach rozproszenia Ramana ponieważ do obu reprezentacji nieredukowalnych należą współrzędne kartezjańskie i elementy tensora polaryzowalności.

#### Widmo rotacyjne
Rozkład masy molekuły w przestrzeni charakteryzuje tensor momentu bezwładności. Możemy przeprowadzić jego diagonalizację, to jest wybrać taki układ współrzędnych, że wszystkie składowe (poza trzema diagonalni {\displaystyle I_{a},I_{b},I_{c}}) będą równe zeru.
Cząsteczki należące do grup {\displaystyle \mathrm {C} _{\infty \mathrm {v} }} i {\displaystyle \mathrm {D} _{\infty \mathrm {h} }} zaliczamy do rotatorów liniowych, w których moment bezwładności względem osi {\displaystyle C_{\infty }} jest zerowy, a pozostałe dwa są sobie równe. Cząsteczki należące do grupy {\displaystyle \mathrm {D} _{\infty \mathrm {h} }} posiadają środek symetrii, czyli nie posiadają trwałego momentu dipolowego, z czego wynika, że nie dają absorpcyjnego widma rotacyjnego.
Cząsteczki należące do grup {\displaystyle \mathrm {T} _{\mathrm {d} },} {\displaystyle \mathrm {O} _{\mathrm {h} }} i {\displaystyle \mathrm {I} _{\mathrm {h} }} zaliczamy do rotatorów sferycznych, w których wszystkie 3 składowe tensora momentu bezwładności są sobie równe. Rotatory sferyczne nie posiadają trwałego momentu dipolowego, więc nie są aktywne w absorpcyjnym widmie rotacyjnym. Są one jednak aktywne w widmie oscylacyjno-rotacyjnym.
Cząsteczki posiadające oś główną o krotności większej niż 2 zaliczamy do rotatorów symetrycznych, w których dwie składowe tensora bezwładności są sobie równe.
W rotacyjnym widmie Ramana nie będą aktywne rotatory sferyczne, ponieważ dla nich tensor polaryzowalności jest w pełni izotropowy. Rotacyjne widmo Ramana mają molekuły należące do grupy symetrii {\displaystyle \mathrm {D} _{\infty \mathrm {h} },} które są nieaktywne w absorpcyjnym widmie rotacyjnym.
Od typu rotatora zależy wyrażenie na energię poziomu rotacyjnego i reguły wyboru w przejściach rotacyjnych.